# Квечі (Вермонт)
Квечі (англ. Quechee) — переписна місцевість (CDP) в США, в окрузі Віндзор штату Вермонт. Населення — 831 особа (2020).

## Географія
Квечі розташоване за координатами 43°38′40″ пн. ш. 72°25′8″ зх. д. / 43.64444° пн. ш. 72.41889° зх. д. (43.644510, -72.418975).  За даними Бюро перепису населення США в 2010 році переписна місцевість мала площу 5,02 км², з яких 4,80 км² — суходіл та 0,22 км² — водойми.

## Демографія
Згідно з переписом 2010 року, у переписній місцевості мешкало 656 осіб у 274 домогосподарствах у складі 175 родин. Густота населення становила 131 особа/км².  Було 522 помешкання (104/км²).
Расовий склад населення:
| - 94,7 % — білих - 2,4 % — чорних або афроамериканців - 0,8 % — азіатів - 0,2 % — корінних американців |

До двох чи більше рас належало 1,4 %. Частка іспаномовних становила 1,1 % від усіх жителів.
За віковим діапазоном населення розподілялося таким чином: 25,8 % — особи молодші 18 років, 61,1 % — особи у віці 18—64 років, 13,1 % — особи у віці 65 років та старші. Медіана віку мешканця становила 38,9 року. На 100 осіб жіночої статі у переписній місцевості припадало 97,0 чоловіків;  на 100 жінок у віці від 18 років та старших — 87,3 чоловіків також старших 18 років.
Цивільне працевлаштоване населення становило 413 осіб. Основні галузі зайнятості: освіта, охорона здоров'я та соціальна допомога — 28,8 %, виробництво — 19,1 %, мистецтво, розваги та відпочинок — 17,4 %.